# Can Artam
Can Artam (Istanboel, 30 juni 1981) is een Turks autocoureur. In 2005 reed hij in de GP2 voor het team iSport International en in 2001 was hij kampioen in de US Barber Formula Dodge.

## Loopbaan
Artams kartcarrière begon in 1999 en hij stroomde in 2001 door naar het Turkish Touring Car Championship. Later dat jaar won hij de titel in de US Barber Formula Dodge. In 2002 reed hij ook in het TTCC, maar ook in de North American Fran Am 2000 Pro Championship en enkele races in het Turkse Formule 3-kampioenschap. De Formule Renault zou de enige serie zijn waarin hij in 2003 reed, maar hij reed ook nog in het Britse Formule 3-kampioenschap en de Formule Renault V6 Eurocup. Op 29 mei 2004 reed hij als eerste Turk voor het eerst in de Formule 3000 op het circuit van Imola, eerst voor het team Coloni Motorsport en later voor Super Nova Racing. In 2005 reed hij in de vervangende klasse GP2 voor het team iSport International naast de Amerikaan Scott Speed. Hij scoorde slechts twee punten in Monaco. Sindsdien heeft hij niet meer in grote klassen gereden.

## Totale GP2 resultaten
| Jaar | Inschrijving         | 1          | 2          | 3          | 4          | 5         | 6          | 7          | 8          | 9          | 10         | 11         | 12         | 13         | 14         | 15         | 16         | 17         | 18        | 19        | 20         | 21         | 22         | 23         | Rang | Punten |
| ---- | -------------------- | ---------- | ---------- | ---------- | ---------- | --------- | ---------- | ---------- | ---------- | ---------- | ---------- | ---------- | ---------- | ---------- | ---------- | ---------- | ---------- | ---------- | --------- | --------- | ---------- | ---------- | ---------- | ---------- | ---- | ------ |
| 2005 | iSport International | SMR FEA 16 | SMR SPR NF | ESP FEA NF | ESP SPR NF | MON FEA 7 | EUR FEA 17 | EUR SPR NF | FRA FEA 17 | FRA SPR 16 | GBR FEA 18 | GBR SPR 14 | GER FEA NF | GER FEA 20 | HUN FEA 14 | HUN SPR 12 | TUR FEA 11 | TUR SPR 16 | ITA FEA 9 | ITA SPR 9 | BEL FEA NF | BEL SPR 22 | BHR FEA 17 | BHR SPR 16 | 22   | 2      |